# La Saulce
La Saulce é uma comuna francesa na região administrativa da Provença-Alpes-Costa Azul, no departamento de Altos-Alpes. Estende-se por uma área de 7,89 km². Em 2010 a comuna tinha 1 527 habitantes (densidade: 193,5 hab./km²).